# Koetze Tibbe
Koetze Tibbe of Koetse Tibbe is een poldermolen nabij het Groninger dorp Kropswolde, dat in de Nederlandse gemeente Midden-Groningen ligt.

## Beschrijving
Koetze Tibbe is een maalvaardige Amerikaanse windmotor, die in 1936 door de firma Bakker en Hamming uit Uithuizen werd gebouwd voor de bemaling van de 71 ha grote Ten Boersterpolder bij Ten Boer. Hij verving daar een spinnenkopmolen, die een jaar eerder was gesloopt. Voor de molen en zijn onderbouw werd destijds 2395 gulden betaald.
De windmotor veranderde na 1981 een paar keer van eigenaar en stond onder andere enige tijd in Schildwolde. Uiteindelijk werd hij aangekocht door Het Groninger Landschap, dat de molen na restauratie in 2004 herplaatste op zijn huidige locatie aan de oostelijke oever van het Foxholstermeer. Hij bemaalt daar het natuurgebied de Kropswolderbuitenpolder, waarbij een stroming wordt opgewekt die vissen naar hun paaiplaats doet zwemmen. Iedere twee uur wordt een klep geopend waardoor de vissen de polder in kunnen zwemmen. De naam van de molen werd bepaald met een prijsvraag.
De molen is een gemeentelijk monument. Hij is niet voor publiek geopend, maar wel tot op enkele meters te benaderen.